# Swinhoes brilvogel
Swinhoes brilvogel (Zosterops simplex) is een zangvogel uit de familie van de brilvogels. De vogel werd door Robert Swinhoe als aparte soort geldig beschreven, maar later veelal als ondersoort van de Japanse brilvogel (Z. japonicus) beschouwd. Volgens in 2018 gepubliceerd moleculair genetisch onderzoek is dit taxon een aparte soort.

## Kenmerken
Deze vogel is olijfgroen van kleur, aan kop en hals helderder. De onderzijde is geel en de buik bruin. De zijflanken zijn donkerder olijfgroen. De ogen zijn bruin, de snavel zwart en de poten blauwgrijs De lichaamslengte bedraagt ongeveer 10,5 centimeter.

## Verspreiding
De vogel komt voor in een groot deel van Zuidoost-Azië en de Indische Archipel. Er zijn vijf ondersoorten:
- Z. s. simplex: Oost-China, Taiwan en het uiterste noordoosten van Vietnam
- Z. s. hainanus: Hainan
- Z. s. erwini: langs de kusten van het schiereiland Malakka, het laagland van Sumatra en Borneo en daarbij gelegen kleine eilandgroepen.
- Z. s. williamsoni: kusten rond de Golf van Thailand en West-Cambodja
- Z. s. salvadorii (engganobrilvogel): het eiland Enggano (West-Sumatra)

## Status
De grootte van de populatie is niet gekwantificeerd maar de soort wordt omschreven als op veel plaatsen algemeen. Op de Rode lijst van de IUCN heeft deze soort de status niet bedreigd.